# Paracrossotus multifasciculatus
Paracrossotus multifasciculatus är en skalbaggsart som beskrevs av Stefan von Breuning 1969. Paracrossotus multifasciculatus ingår i släktet Paracrossotus och familjen långhorningar.
Artens utbredningsområde är Ghana. Inga underarter finns listade i Catalogue of Life.